# День (газета)
«День» — щоденна всеукраїнська газета з суспільно-політичної тематики (до 2022 року). Перший номер газети вийшов 11 вересня 1996 року за підписом головного редактора Володимира Рубана. Друкована версія газети існувала до квітня 2022 року. Нині існує лише в форматі онлайн. Сайт містить як поточні новини, так і аналітичну інформацію двома мовами (українська, російська). Головний редактор — Лариса Івшина. 
До кінця 1996 року газета виходила лише українською мовою, з січня 1997-го — й російською. 25 січня 1998 року з'явився англомовний тижневий дайджест «The Day».
З весни 1999 року газета «День» перша в Україні стала членом асоціації «Синдикат» — міжнародна газетна асоціація.
(На сьогодні в Україні лише дві газети є членами цієї асоціації — «День» та «Дзеркало тижня»).[джерело?]
Лариса Івшина – головний редактор видання, яке пов’язували з колишнім прем’єр-міністром Євгеном Марчуком, її чоловіком.
«День» є членом УАПП.

## Вебпроєкт «Україна Incognita»
До свого 15-річчя у 2011 газета «День» започаткувала вебпроєкт — «Україна Incognita [Архівовано 31 липня 2012 у Wayback Machine.]». Власне сайт проєкту розпочав роботу 18 серпня 2011 року. Мета проєкту — формування неспотвореної, правдивої історичної пам'яті українців.
Проєкт розглядається як продовження ідей газети з метою вивчення й осмислення української історії та висвітлення в Мережі. До проєкту входять історичні та краєзнавчі матеріали, що впродовж років існування газети були опубліковані на її шпальтах, де були досліджені невідомі чи суперечливі епізоди минулого України. Також сюди увійшли видання здійсненні в рамках серії Бібліотеки «Україна Incognita», які доступні в електронній формі.
У серії, започаткованій 2002 року, лише впродовж перших 10 років видано 12 книжок.

### Рубрики проєкту
- Вже традиційні для газети рубрики:
  - «Історія і Я»
  - «Маршрут № 1» — статті про мальовничі куточки країни.
  - «Сімейний альбом України» — дослідження, забороненої в радянські часи теми — історії українських родів та родин.
- Музеї онлайн [Архівовано 30 липня 2012 у Wayback Machine.] — віртуальний фонд з найкращими музейними експозиціями України.
- «Інтелектуальна карта України» — мапа, яка формується методом «народної будови». Користувачі можуть додавати історію окремого краю, поселення чи навіть вулиці.
- «TOP-книги» — найкращі книги, які варто прочитати.
- «Nota Bene», помітки на берегах
- «Інтелектуальний календар» — рубрика цей день в історії.
- «Читачі „Дня“ онлайн»
- «Полеміка»